# Русская православная церковь в патриаршество Алексия II

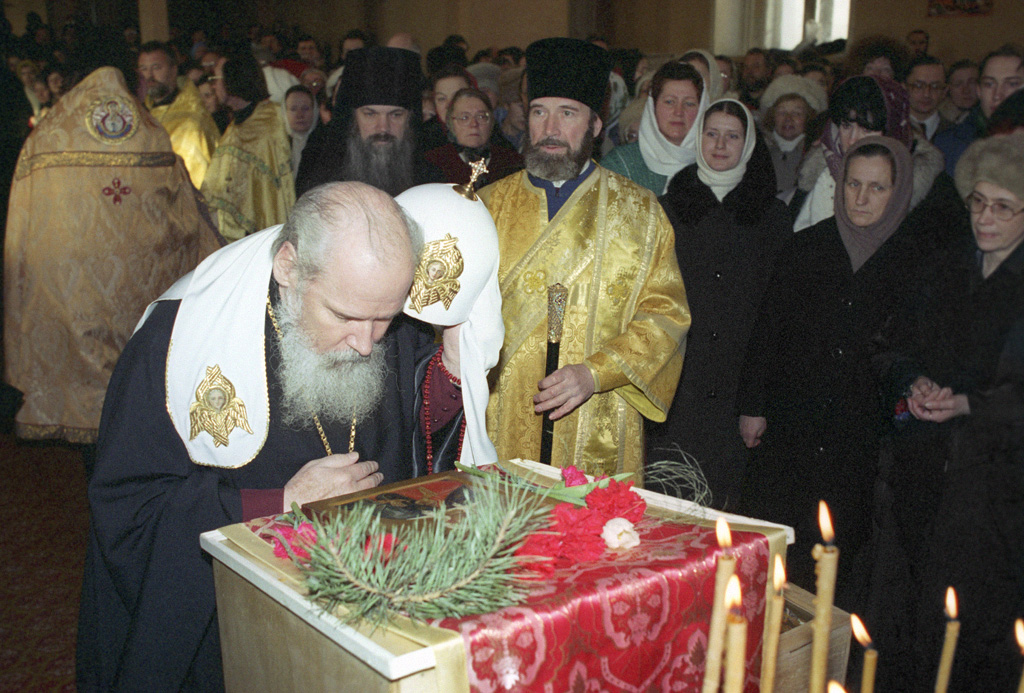
Патриарх Алексий II на богослужении в день Святой Татианы Римской в Москве. 1996 год

Русская православная церковь в патриаршество патриарха Алексия II — период в истории Русской православной церкви (РПЦ) с 1990 по 2008 год.
Избрание митрополита Ленинградского и Новгородского Алексия на Московский патриарший престол 7 июня 1990 года (интронизация (настолование) состоялась в Богоявленском соборе 10 июня) произошло в период, «когда кризис Советского государства вступил в завершающую фазу. Для РПЦ важно было в быстро менявшихся условиях вернуть себе необходимый правовой статус, и успех в этом деле в значительной мере зависел от инициативы Патриарха, от его умения построить так отношения с государственной властью и политиками, чтобы утвердить достоинство Церкви».
«Весной 1985 года политическим руководителем СССР стал Михаил Горбачёв. Перемены, получившие название „перестройка“, начались во всех сферах жизни. Демократизация политической системы, широкое освещение в печати беззаконий 1930—1950-х годов, в результате которых тяжело пострадала Русская православная церковь, озабоченность широких общественных кругов проблемой духовного оздоровления народа создали обстановку, в которой для Русской православной церкви открылись новые возможности».
Спустя 13 лет официальное издание Московской патриархии писало о времени избрания нового предстоятеля Русской православной церкви: «Наступало время церковного возрождения. Святейший Патриарх Алексий II первым из предстоятелей Русской православной церкви XX века получил относительную свободу действий — теперь можно было начинать церковное созидание».

## Количественный рост
В течение всего периода продолжался начавшийся ещё в конце 1980-х годов неуклонный рост числа приходов, монастырей, учебных заведений, а также епархий (в основном за счёт дробления епархий на Украине, в Белоруссии и в Казахстане), состоящих в ведении Московского Патриархата.
Ко времени Поместного собора в июне 1990 года в РПЦ было 92 архиерея; согласно данным доклада патриарха в декабре 2007 года их число составило 193. Согласно данным, приведённым управляющим делами Московской Патриархии митрополитом Владимиром (Сабоданом) в докладе «О современном состоянии Русской православной церкви после принятия нового Устава» на Архиерейском Соборе в октябре 1989 года, общее количество приходов составляло 9.734, монастырей — 35, священников и диаконов — 8.100; согласно докладу Патриарха в декабре 2007 года, по тем же позициям цифры были: 27.942, 732, 29.841 (совокупное число священников и диаконов в докладе расходится с «общим числом духовенства», которое обозначено цифрой 29.751).
На июнь 2008 года, согласно докладу Патриарха Алексия II на Архиерейском соборе, РПЦ имела 156 епархий, 196 архиереев, 29.141 приход с 30.544 священнослужителями, 769 монастырей. Согласно сведениям, оглашённым 12 декабря 2008 года управляющим Московской епархией митрополитом Крутицким и Коломенским Ювеналием (Поярковым), в ведении Московского Патриархата было: 157 епархий; 203 архиерея, из них 149 правящих и 54 викарных; кроме того, 14 архиереев пребывало на покое; 804 монастыря; из них в России мужских — 234, женских — 244, в странах СНГ — 142 мужских и 153 женских монастырей, в странах дальнего зарубежья — 3 мужских и 3 женских монастыря; кроме того, 203 подворья и 65 скитов (сюда не включены 16 мужских и 9 женских обителей Русской православной церкви заграницей); общее количество приходов — 29.263; общее число духовенства — 30.670, из них священников — 27.216, диаконов — 3.454; 11.051 воскресных школ. В ведении Патриаршего престола находилось 25 ставропигиальных монастырей, в число которых входило 4 мужских и 4 женских обители, находящихся в Москве. Действовало 5 духовных академий, 3 православных университета, 2 богословских института, 38 духовных семинарий, 39 духовных училищ, пастырские курсы Красноярской епархии; общее число духовных школ — 87; при нескольких академиях и семинариях имелись регентские и иконописные школы.
| Год            | Число приходов | Число монастырей | Число священников и диаконов |
| 1989 (октябрь) | 9 734          | 35               | 8 100                        |
| 2007 (декабрь) | 27 942         | 732              | 29 841                       |
| 2008 (июнь)    | 29 141         | 769              | 30 544                       |
| 2008 (декабрь) | 29 263         | 804              | 30 670                       |

## Изменение структуры
В 1990-е годы происходило значительное возрастание степени административной независимости в управлении территориально-канонических частей РПЦ, находящихся на территории независимых государств бывшего СССР, что было закреплено в Уставе РПЦ 2000 года, предусматривающем статус «Самоуправляемой Церкви». В числе последних Устав определяет Украинскую православную церковь как «самоуправляемую с правами широкой автономии». С 17 мая 2007, когда был подписан Акт о каноническом общении между Московским Патриархатом и Русской православной церковью заграницей, согласно которому «Русская православная церковь заграницей <…> пребывает неотъемлемой самоуправляемой частью Поместной Русской православной церкви» (п. 1 Акта о каноническом общении).
В первой половине 1990-х годов был создан ряд новых синодальных учреждений (отделов): религиозного образования и катехизации, по церковной благотворительности и социальному служению, по взаимодействию с Вооружёнными Силами и правоохранительными учреждениями, миссионерский. В 1994 году Издательский отдел Московской Патриархии (образован в 1946 году), возглавлявшийся до того в течение более 30 лет митрополитом Волоколамским Питиримом (Нечаевым), был преобразован в Издательский совет Русской православной церкви.
В августе 2000 года было принято решение о создании Синодального отдела по делам молодёжи.
Наиболее крупным и заметным синодальным учреждением с начала 1990-х годов оставался Отдел внешних церковных сношений Московского Патриархата, с 1989 года возглавлявшийся митрополитом смоленским Кириллом.

## Канонизация святых
Образованная в 1989 году во исполнение решения Поместного Собора РПЦ 1988 года Синодальная комиссия по канонизации святых во главе с митрополитом Ювеналием (Поярковым) осуществила в течение 1990-х подготовку материалов к канонизации российских подвижников веры XX века, в результате которой Юбилейный Архиерейский Собор 2000 года совершил канонизацию собора новомучеников и исповедников Российских (были прославлены поимённо 1 097 человек).
В 2000-е годы комиссия продолжила работу по изучению подвигов лиц на предмет их включения в состав сонма прославленных святых. Совокупное количество канонизаций за 1990-е и 2000-е годы кратно превысило все канонизации в Русской Церкви за всю предшествующую историю.
При принятии решений о прославлении в лике «новомучеников» руководство РПЦ восприняло в целом принципы, выработанные ранее в Русской православной церковью заграницей, восходящие к трактовке бежавшего из СССР протоиерея Михаила Польского, который, исходя из признания «советской власти» в СССР по существу антихристианской, полагал мучениками в России всех православных христиан, убиенных представителями государственной власти СССР; притом, согласно такой трактовке, христианское мученичество смывает с человека все ранее бывшие грехи. Такое толкование мученичества отличается от традиционного понимания, предполагающего добровольное принятие смерти (казни) за отказ отречься от Христа: подавляющее большинство «новомучеников» было репрессировано органами государственной власти СССР в установленном законом порядке по политическим и социальным статьям Уголовного кодекса. По тем же законам после 1956 г. совершалась их реабилитация.
17 февраля 2009 года член комиссии по канонизации игумен Дамаскин (Орловский) заявил, что начиная с 2000 года государственные власти изымают из архивов и засекречивают документы, связанные с тайными агентами ОГПУ, что существенно затрудняет всестороннее выяснение обстоятельств жизни людей, которые могут быть канонизированы как новомученики и исповедники; тогда же митрополит Ювеналий заявил: «Нам сейчас, конечно, трудно: для нас закрываются государственные архивы, но мы верим, что новомученики востребованы народом и, несмотря на все трудности, мы нуждаемся в их благодатном окормлении».

## Соборы
В период первосвятительства Алексия II Поместные соборы, предусмотренные Уставом об управлении Русской православной церкви, не созывались ни разу. Устав, действовавший до 2000 года, принятый на Поместном соборе 1988 года, определял, что Поместный собор «созывается Патриархом (Местоблюстителем) и Священным Синодом по мере надобности, но не реже одного раза в пять лет, в составе архиереев, клириков, монашествующих и мирян» (пункты 1—2 раздела II Устава 1988). Периодичность созыва Архиерейского собора определялась Уставом 1988 «не реже одного раза в два года», что также не вполне исполнялось в течение 1990-х годов. Нормы о периодичности созыва Соборов были также закреплены в Гражданском уставе Русской православной церкви, одобренном Священным синодом 31 января 1991 года и зарегистрированном Министерством юстиции РСФСР 30 мая 1991 года.

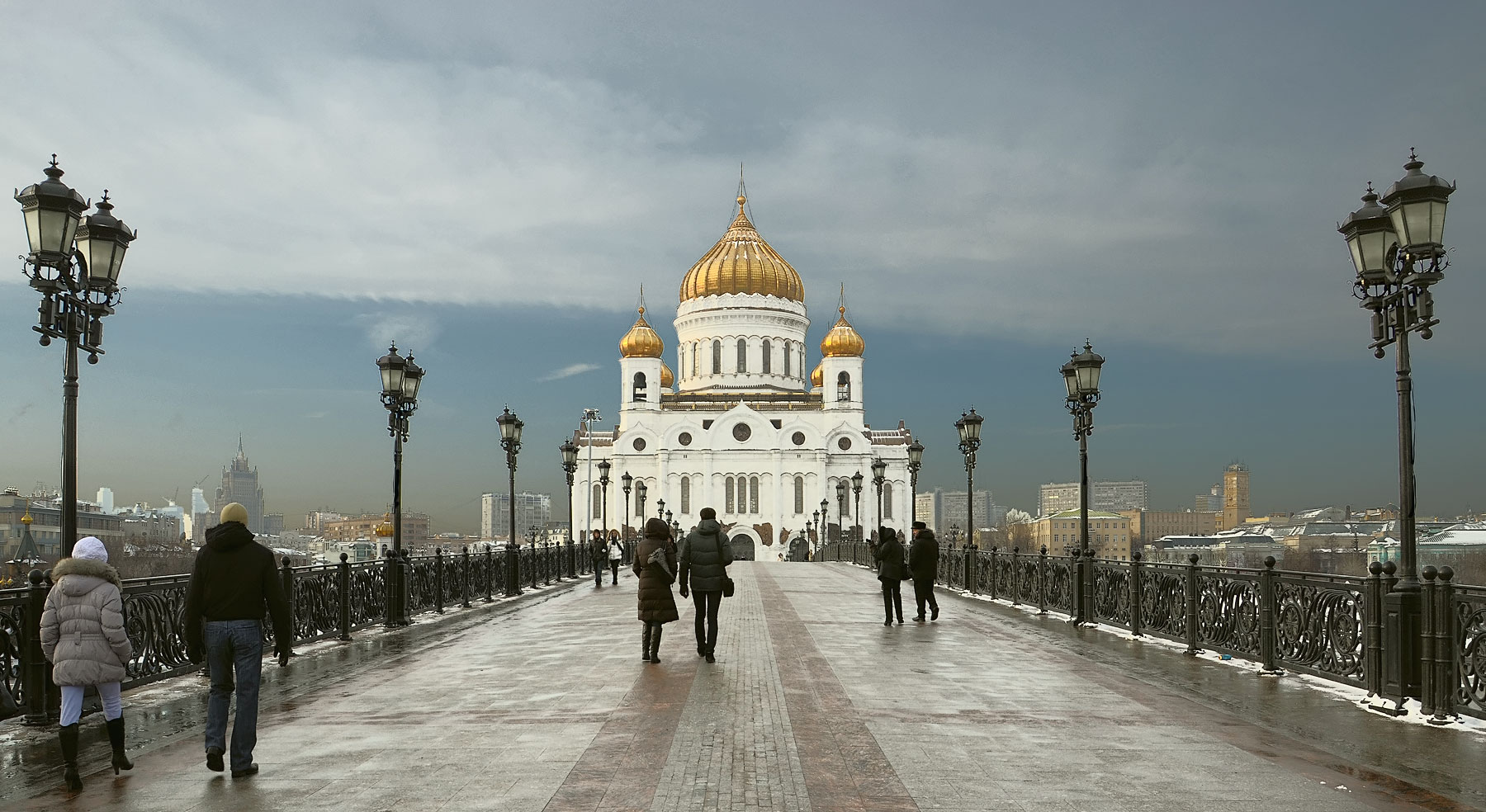
Освящённый 19 августа 2000 года воссозданный кафедральный храм Христа Спасителя в Москве

Созывались следующие Архиерейские соборы:
- 25—27 октября 1990 года: Русская православная церковь признала себя не связанной Декларацией митрополита Сергия 1927 года и открытой к диалогу с Русской православной церковью заграницей (РПЦЗ). Украинской православной церкви в составе Русской православной церкви Московского патриархата были предоставлены «независимость и самостоятельность в её управлении»; Украинский экзархат был упразднён[25]
- 31 марта — 5 апреля 1992 года: канонизация семерых новомучеников и исповедников Российских. Обсуждение вопроса об автокефалии Украинской православной церкви.
- 11 июня 1992 года: лишение сана бывшего митрополита Киевского Филарета (Денисенко).
- 29 ноября — 2 декабря 1994 года: совершён ряд канонизаций, в частности митрополита Филарета (Дроздова); постановлено «в связи с появлением новых возможностей для развития издательского дела считать издательский отдел Московского патриархата исполнившим своё первоначальное предназначение и благодарить председателя и коллектив сотрудников за многолетние и полезные труды на благо Святой Церкви. В этой связи считать необходимым вместо издательского отдела Московского патриархата создать издательский совет Московского патриархата как коллегиальный орган, состоящий из представителей синодальных учреждений, духовных школ, церковных издательств и иных учреждений Русской православной церкви, в целях координации издательской деятельности, оценки публикуемых рукописей и представления издательских планов на утверждение Священного синода»[26]. Собор констатировал «недопустимость для священнослужителей участия в качестве кандидатов в депутаты в выборах любых органов представительной власти в каких бы то ни было странах как на общегосударственном, так и на местном уровне. Было признано крайне нежелательным членство клириков в политических партиях, союзах, блоках и подобных им организациях, особенно в ведущих предвыборную борьбу»[27].
- 18—20 февраля 1997 год[28]: отлучение от церкви Михаила Денисенко (бывшего митрополита Киевского) и Глеба Якунина.
- 13—16 августа 2000 года Юбилейный Собор в год 2000-летия Рождества Христова. Деяния Собора: прославление в лике святых Собора новомучеников и исповедников Российских, в том числе Николая II и его семьи[29]. Принятие Основ социальной концепции Русской православной церкви и нового Устава Русской православной церкви.
- 3—8 октября 2004[30]: канонизация ряда святых, в том числе Фёдора Ушакова, принятие послания[31], направленного против секуляризации общества, принятие принципиальных документов об отношениях со старообрядчеством и с Русской православной церковью заграницей.
- 24—29 июня 2008 года в храме Христа Спасителя[32]; участие впервые принимали епископы Русской православной церкви заграницей (МП). Вход в зал церковных соборов пикетировался сторонниками и противниками епископа Диомида (Дзюбана)[33][34][35]. Собор совершил акт канонизации ряда подвижников, в частности, в лике общецерковных святых — святителя Шанхайского и Сан-Францисского Иоанна (Максимовича) (память — 19 июня)[36]. Принял Положение о церковном суде[37], заменившее «Временное положение о церковном судопроизводстве для епархиальных судов и епархиальных советов, выполняющих функции епархиальных судов» (было принято Священным синодом 1 октября 2004 года); председателем церковного суда избран митрополит Екатеринодарский и Кубанский Исидор (Кириченко)[38]. 27 июня принял определение «О деятельности Преосвященного Диомида, епископа Анадырского и Чукотского», гласившее: «<…> 2. За совершение канонических преступлений <…> епископ Диомид извергается из священного сана. 3. <…> Собор призывает епископа Диомида к немедленному прекращению деятельности, соблазняющей чад Церкви и провоцирующей раскол, и к принесению покаяния за содеянное перед всей Церковной Полнотой в лице Священного Синода на его ближайшем заседании. <…> 5. Решение Освященного Архиерейского Собора об извержении из сана епископа Диомида вступает в силу в случае его отказа выполнить указания, содержащиеся в пункте 3 настоящего определения. <…>»[39]. На состоявшемся на следующий день заседании Священный синод постановил уволить епископа Диомида от управления Анадырской епархией с запрещением в священнослужении[40]. 27 июня Собор принял поправки к Уставу РПЦ[41][42]. В заключительные дни Собора проходили богослужения и мероприятия в ознаменование 1020-летия Крещения Руси[43][44], основные торжества в связи с которым состоялись позже, в конце июля, в Киеве на государственном уровне, при возглавлении богослужений патриархом Константинопольским Варфоломеем I.

При этом за весь период патриаршества Алексий II ни разу не был созван Поместный собор, что дало повод критикам упрекать патриарха Алексия II в попрании соборности. Такого рода критика парировалась апологетами проводимого курса историческими доводами, апеллирующими к эпохе Вселенских соборов. Так, доктор богословия протоиерей Олег Давыденков писал в июне 2008 года: «Собственно Поместным собором исторически назывался собор епископов поместной Церкви. Все Вселенские и Поместные соборы Древней Церкви были Архиерейскими соборами, на которых миряне и низшие клирики могли выступать только в качестве советников-консультантов, не имевших права голоса, или официальных представителей своих епископов, которые не могли присутствовать на соборе лично. Идея Поместного собора, на котором клирики и миряне присутствуют с правом голоса, возникла на волне либеральных идей начала XX века. Возможно, в 1917 году, когда почти все образованное общество поддерживало идеи народовластия, проведение такого собора было оправдано. Многие верующие не поняли бы, если бы к работе собора Русской Церкви, собравшегося впервые за 300 лет, не были допущены миряне и представители белого духовенства. Однако сегодня в Русской Церкви особых иллюзий относительно благотворного влияния либеральной демократии на жизнь Церкви не наблюдается. К тому же не вполне ясно, как организовать выборы от мирян: кто может быть избран, кто может иметь право голоса? Непонятно даже, по каким критериям это определять. Если представители от мирян будут просто назначаться правящими епископами, то зачем такие делегаты вообще нужны? Если все же будут проводиться „свободные“ выборы, то это неизбежно приведет к проникновению в церковную жизнь современных выборных технологий. <…> В силу вышесказанного представляется, что отсутствие Поместных соборов в современной Русской Церкви обусловлено не происками чьей-то злой воли, а отсутствием достаточных оснований для этого в самой жизни Церкви. Что касается устава, то это не есть догмат. Если то или иное положение устава перестает отвечать потребностям жизни Церкви, то оно может быть изменено».

### Церковная журналистка и отношения со светскими СМИ
По воспоминаниям протоиерея Владимира Вигилянского, «в 90-е годы у нас не было своей корпорации, профессиональных навыков, язык церковных СМИ был ужасен. Церковные епархиальные газеты были на очень низком уровне, они не могли противостоять этим зубастым „акулам пера“. Я всё время на всех Рождественских чтениях критиковал тогдашние церковные СМИ. Резкая перемена наступила в 2000 году, когда открылись церковные сайты. С одной стороны, это был официальный сайт РПЦ, с другой стороны — „Православие.ru“, возникло очень много других сайтов. Безнаказанно врать про Церковь, клеветать, нападать на неё стало невозможно — тебя, как воришку, мгновенно поймают».

## Внешние церковные сношения
По действующему Уставу Русской православной церкви, Патриарх «сносится с Предстоятелями Православных Церквей во исполнение постановлений Соборов или Священного Синода, а равно и от своего имени».

### С православными
Вскоре после своего избрания патриарх Алексий совершил официальные визиты в ряд Поместных церквей. С 27 марта по 1 апреля 1991 года патриарх Алексий был гостем патриарха Святого Града Иерусалима Диодора I, предстоятеля Иерусалимской православной церкви. С 12 по 17 апреля Патриарх посетил с официальным визитом предстоятеля Константинопольской церкви Вселенского патриарха Димитрия I (патриарх Димитрий ещё раньше, в августе 1987 года, посещал Русскую православную церковь).
В ноябре того же года Патриарх был с визитом в США как гость Американской православной церкви. Большой резонанс вызвало посещение им в ходе визита синагоги в Нью-Йорке и произнесённая речь. Консервативные церковные круги обвинили его в «отождествлении талмудизма с религией Ветхого Завета».
Алексий II участвовал в Священной ассамблее 14 предстоятелей Православных церквей в Константинополе в Неделю православия, 15 марта 1992 года, собравшейся «по инициативе, приглашению и под председательством <…> Вселенского патриарха Варфоломея». В выпущенном Послании предстоятели осудили «деятельность состоящих в общении с Римом униатов на территории Украины, Румынии, Восточной Словакии, на Ближнем Востоке и в других регионах», а также «прозелитизм». Кроме того, Послание «решительно отвергло определённые недавние развития в рамках экуменизма, такие, как женское священство и использование языка, размывающего понятие Бога». Патриарх Алексий, оценивая значение Священной ассамблеи, заметил, что «встреча в Константинополе — первая после эпохи Вселенских Соборов встреча Предстоятелей Православных Поместных Церквей и потому, безусловно, историческая».
В июле 1993 года состоялся ответный визит патриарха Варфоломея I в Русскую православную церковь — третий за всю историю визит Вселенского патриарха в Россию. 18 июля в Тронном зале Патриарших покоев в Троице-Сергиевой лавре патриарх Алексий возложил на патриарха Варфоломея высшую награду РПЦ — орден святого Андрея Первозванного. Патриарх Варфоломей осудил деятельность РПЦЗ, направленную на создание на территории Московского патриархата неканонических параллельных епархий и приходов. Патриарх Варфоломей заявил, что признаёт на Украине только одного канонического митрополита Киевского — Владимира (Сабодана).
В 1995—1996 годы произошла резкая деградация отношений между Московским Патриархатом и Константинопольским Патриархатом, вызванная «совершённым беспрецедентным антиканоническим деянием» последнего — реставрацией Эстонской апостольской православной церкви (ЭАПЦ) под юрисдикцией Константинополя. В сентябре 1995 года делегация РПЦ отказалась принять участие в Священной ассамблее предстоятелей Православных церквей на острове Патмосе по случаю 1900-летия Откровения Иоанна Богослова, созванной патриархом Варфоломеем. Телеграмма патриарха Алексия II патриарху Константинопольскому Варфоломею I от 23 февраля 1996 года извещала последнего о прекращении евхаристического общения и поминовения Константинопольского патриарха. На переговорах между официальными делегациями Константинопольского и Московского патриархатов в 1996—2001 годах были достигнуты соглашения, утверждённые Синодами обеих Церквей. На основании цюрихского меморандума (1996) было восстановлено церковное общение. 13 марта 1999 года Синод Константинопольского патриархата назначил викария Галльской митрополии епископа Стефана (Хараламбидиса) — митрополитом Таллинским и всей Эстонии. Видя отсутствие перспектив для переговоров, Московская патриархия разорвала все (кроме евхаристического общения) отношения с Константинопольским патриархатом и его иерархами в Финляндии и Эстонии.
В связи с приглашением президентом Украины Виктором Ющенко Константинопольского патриарха Варфоломея I принять участие в церковно-государственных торжествах по случаю 1020-летия Крещения Руси в конце июля 2008 года, 21 мая 2008 года ОВЦС Московского патриархата заявил, что «приглашение Константинопольского патриарха на празднование 1020-летия Крещения Руси, по церковным правилам, должно исходить от патриарха Московского и всея Руси». Ранее, 21 февраля 2008 года, находясь в Москве, Ющенко пригласил патриарха Алексия посетить Украину в дни празднования 1020-летия Крещения Руси. Подготовка визита и прибытие Вселенского патриарха в Киев и его возглавление церковных мероприятий вызвало новый виток трений и разногласий между двумя патриархатами.
11—12 октября 2008 года патриарх Алексий II принял участие во встрече предстоятелей и представителей поместных Православных церквей в Стамбуле по инициативе и под председательством Константинопольского патриарха Варфоломея в связи с проводимыми Вселенской патриархией мероприятиями, посвящёнными Году апостола Павла; подписал «Послание Предстоятелей Православных Церквей». Прибывший в Стамбул накануне митрополит Кирилл зачитал при открытии встречи заявление делегации РПЦ, что участие РПЦ нельзя рассматривать как «фактическое признание автономного статуса юрисдикции Константинопольского Патриархата в Эстонии». Касательно «канонических нестроений, происходящих из исторических обстоятельств и пастырских нужд в так называемой православной диаспоре», «Послание», в частности, приветствовало «предложение Вселенской Патриархии созывать в следующем 2009 году по этому вопросу, а также по вопросу продолжения подготовки Святого и Великого Собора Всеправославные совещания, на которые будут приглашены все автокефальные Церкви, согласно с порядком и практикой, существовавшими до Всеправославных совещаний на Родосе». По мнению секретаря по межправославным отношениям ОВЦС Московского патриархата протоиерея Николая Балашова, документ «закрепляет положение о том, что отныне во всеправославных встречах будут принимать участие только Церкви, признанные во всем православном мире», что, по его мнению «позволило вывести из тупика переговоры по подготовке Великого Собора Восточной Православной Церкви».
В политической ситуации после войны в Грузии руководство Московского патриарахата принципиально солидаризировалось с позицией Грузинской патриархии в отношении юрисдикционного вопроса в Абхазии и Южной Осетии (где с 2005 года де-факто существует «Аланская епархия» во главе с епископом Георгием (Пухатэ), получившим рукоположение от греческих старостильников, находящихся в расколе, — так называемого «Синода противостоящих»). В интервью, опубликованном 25 сентября 2008 года Георгий (Пухатэ), в частности, сказал о своей епархии: «Москва отталкивает нас, отвергает, даже несмотря на то, что жители Южной Осетии — граждане России. Мы недоумеваем по поводу поведения Московской патриархии в этой ситуации». 9 ноября 2008 года председатель ОВЦС МП митрополит Кирилл (Гундяев) назвал «Аланскую епархию» «раскольнической как бы епархией» и сказал, в частности: «<…> с одной стороны, русские солдаты пролили кровь за осетинский народ, за то, чтобы защитить Южную Осетию, а с другой стороны, духовные лидеры этой страны находятся в юрисдикции раскольнической церкви, которая главной своей целью ставит разрушение единства Русской православной церкви. Но так же не бывает. Поэтому первое, что необходимо сделать, это, конечно, решить вопрос с этой раскольнической юрисдикцией». Говоря о урегулировании фактически существующих статусов церковных структур в Южной Осетии и Абхазии (Абхазская епархия де-факто пребывает в юрисдикции архиепископа Майкопского и Адыгейского Пантелеимона (Кутового)), митрополит Кирилл отметил: «Кроме того, существует уже некая модель в Абхазии. Ведь уже начиная с первой войны между абхазами и грузинами на берегах Чёрного моря, грузинское духовенство потеряло возможность находиться в Абхазии и руководить духовной жизнью. [- Тем не менее, Новоафонский монастырь существует?] — Он существует, и поэтому какая-то модель де-факто уже существует. Очень важно, чтобы такого рода проекты осуществлялись таким образом, чтобы это не осложняло отношений между двумя церквами. И чтобы обе церкви с пониманием относились к тому, что такова реальность, строгого соблюдения канонического порядка в данном случае по отношению к этим территориям осуществить невозможно. Поэтому и нужен некий компромисс, некая переходная модель. Вот об этом мы сейчас размышляем вместе».
См. также соответствующий раздел в статье Румынская православная церковь

### Синославными
Архиерейский Собор в августе 2000 принял документ под названием Основные принципы отношения Русской православной церкви к инославию. Документ подтвердил традиционную точку зрения Русской православной церкви на цель сношений с инославными — «восстановление богозаповеданного единства христиан (Ин 17. 21)»; неприемлемость «так называемой „теории ветвей“, утверждающей нормальность и даже провиденциальность существования христианства в виде отдельных „ветвей“», «мысли о том, что все разделения суть трагические недоразумения, что несогласия кажутся непримиримыми только от недостатка любви друг к другу, от нежелания понять, что при всем различии и несходстве есть достаточное единство и согласие в „главном“»; засвидетельствовал следующую оценку экуменического движения и деятельности ВСЦ:

Членство во Всемирном Совете Церквей не означает признания ВСЦ церковной реальностью более всеобъемлющего порядка, чем сама Православная Церковь, поскольку она и есть Единая, Святая, Соборная и апостольская Церковь, или даже просто признание того, что ВСЦ и экуменическое движение обладают хоть какой-то церковной реальностью сами по себе.
 Документ предостерёг:
Нынешнее развитие ВСЦ идет в опасном и недолжном направлении. Они констатируют кризис Всемирного Совета Церквей и призывают к пересмотру всего нынешнего этоса, принципов ВСЦ.
С Римской Церковью напряжённые отношения неизменно сохраняются с 1990, что связано с резко негативной реакцией священноначалия Русской православной церкви к произошедшему осенью 1989 восстановлению грекокатолических (Униатских) структур на Украине, а также с вменяемым Московским Патриархатом католическим прозелитизмом.
Дальнейшее обострение отношений было вызвано решением от 11 февраля 2002 главы Ватикана и Римско-католической церкви Иоанна Павла II о возведении «апостольских администратур для католиков латинского обряда в России в достоинство епархий». В заявлении папского Престола особо подчёркивалось: «Дабы выразить надлежащее почтение епархиям Русской православной церкви и их досточтимым архипастырям, католические епархии России получили титулы святых, а не городов, в которых находятся их центры». Несмотря на подобные оговорки, ответное заявление Патриарха и Священного Синода было крайне негативным:
учреждение «церковной провинции» — «митрополии» по сути означает создание поместной Католической церкви России со своим центром в Москве, претендующей иметь своей паствой российский народ, который культурно, духовно и исторически является паствой Русской православной церкви. Образование в России такой церкви фактически означает вызов, брошенный Православию, укорененному на территории страны в течение многих столетий.
Последующие заявления представителей МП подчёркивали, что данное решение продолжает оставаться главным препятствием к установлению нормальных отношений между Церквами: «Речь идет не о тех богословских проблемах, которые разделяли православных и католиков, а о тех проблемах, которые возникли после распада Советского Союза в связи с появлением иерархических структур католической церкви на территории бывшего Советского Союза.»
После кончины папы Иоанна Павла II напряжённость в отношениях несколько ослабла.
13 марта 2007 Президент России В. Путин встретился с папой римским Бенедиктом Шестнадцатым. По словам пресс-секретаря Президента, В. В. Путин передал понтифику слова приветствия от Патриарха Московского и всея Руси Алексия Второго. Бенедикт XVI тоже попросил передать Алексию Второму ответные слова. Встречу высоко оценил глава католической митрополии в России архиепископ Тадеуш Кондрусевич.
В октябре 2007 года действия представителя РПЦ епископа Илариона (Алфеева) в Равенне фактически исключили РПЦ из православно-католического диалога, в результате чего итоговый документ «Экклезиологические и канонические последствия сакраментальной природы Церкви» был подписан в отсутствие делегации Московского Патриархата. Московский Патриархат оказался «в изоляции, ибо ни одна другая православная Церковь не последовала его примеру».
29 мая 2008 года председатель Папского совета по содействию христианскому единству кардинал Вальтер Каспер передал Патриарху Алексию II послание папы римского Бенедикта XVI и имел беседу, в ходе которой был обсуждён ряд проблем в отношениях между Русской Православной и Римско-Католической Церквами; в частности, по словам анонимного «источника в Московском Патриархате», Каспер согласился с мнением Патриарха Алексия о том, что «православный и католический диалог не может развиваться без участия в нём крупнейшей Православной церкви в мире».
11 октября 2008 года на заседании Центрального комитета Конференции Европейских Церквей (КЕЦ) было объявлено о приостановке членства в ней РПЦ; решение было мотивировано тем, что Московский Патриархат охарактеризовал как «необоснованное, противоречащее Конституции и правилам КЕЦ нежелание рассматривать заявку на членство в КЕЦ Эстонской Православной Церкви, являющейся самоуправляемой Церковью в составе Московского Патриархата.»
10 ноября 2008 года СМИ Азербайджана сообщили, что епископ Бакинский и Прикаспийский Александр (Ищеин) и представители других конфессий заявили, что прорабатывается возможность встречи папы Римского Бенедикта XVI и патриарха Алексия II в Баку в рамках Саммита глав мировых религий, запланированного на 30 октября — 2 ноября 2009 года. На следующий день епископ Александр (Ищеин) заявил: «Журналисты мне приписали то, чего я не говорил»; он сказал, что слова о возможности встречи предстоятелей двух Церквей в Баку были вырваны из контекста и являлись его ответом на вопрос журналистов о принципиальной возможности встречи между Патриархом и Папой, о чём неоднократно говорил Патриарх Алексий II.

## Взаимоотношение с Русской православной церковью заграницей

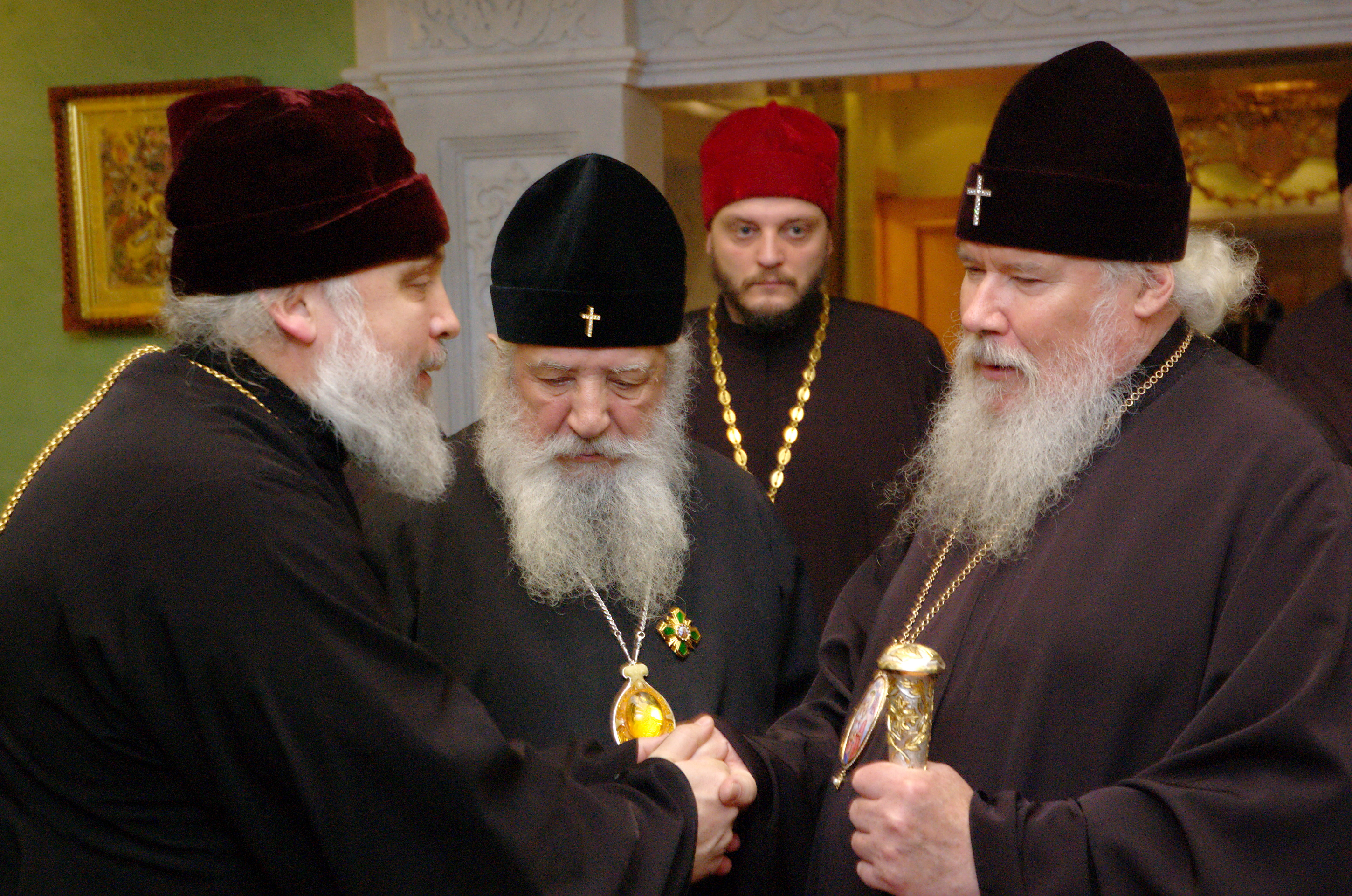
Патриарх Алексий II на встрече с представителями РПЦЗ

В августе 1991 года патриарх Алексий II во время Конгресса соотечественников в Москве принял Глеба Рара, одного из деятелей Русской православной церкви заграницей (РПЦЗ), и через него передал Архиерейскому синоду РПЦЗ предложение о воссоединении РПЦ с РПЦЗ с сохранением за РПЦЗ полной автономии. Предложение это Архиерейским синодом РПЦЗ было отклонено.
Историк Андрей Кострюков отмечает, что отношение к РПЦЗ в среде Русской православной церкви 1990-х годов было неопределённым. С одной стороны, многие в то время «приходили к познанию православия через сочинения, написанные в Зарубежной Церкви. Это Догматическое богословие протопресвитера Михаила Помазанского, толкования Нового Завета архиепископа Аверкия (Таушева), наконец, труды иеромонаха Серафима (Роуза). Хорошо знали в России и святителя Иоанна (Максимовича). Могу засвидетельствовать, что в те годы в студенческой среде Зарубежная Церковь как раскол не воспринималась. При этом, нередко приходилось быть свидетелем и очень резких слов в адрес Русской Православной Церкви заграницей».
17 мая 2007 года в московском храме Христа Спасителя патриарх Московский Алексий II и первоиерарх Русской православной церкви заграницей митрополит Лавр подписали Акт о каноническом общении РПЦЗ и РПЦ. Акт гласит, что «Русская православная церковь за границей <…> пребывает неотъемлемой самоуправляемой частью Поместной Русской православной церкви» (п. 1 Акта).

## Внутренние проблемы и нестроения

### Проблема раскола на Украине
С 1989 года конфликтной оставалась ситуация на Украине — первоначально вследствие насильственного захвата ряда храмов Московского патриархата сторонниками УКГЦ, а впоследствии в результате раскола: с начала 1990-х годов наряду с Украинской православной церковью (в составе РПЦ) существовали ещё несколько крупных неканонических православных юрисдикций (см. статьи Украинская православная церковь Киевского патриархата и Украинская автокефальная православная церковь).

### Дискуссия о реформах в Церкви
В первой половине 1990-х годов в московской церковной среде остро протекала дискуссия, часто приводившая к конфликтным ситуациям, вокруг вопроса о реформах в Церкви, прежде всего использовании русского языка в богослужении, во главе сторонников которого стояли священник Георгий Кочетков, председатель Российского библейского общества Сергей Аверинцев, искусствовед Александр Копировский (впоследствии кандидат педагогических наук, доцент Свято-Филаретовского института), а также в определённой степени протопресвитер Виталий Боровой. Их противники говорили о недопустимости подобных реформ. Большая группа клириков и мирян в 1994 году подписала обращение к патриарху, в котором говорилось о попытках перевода богослужения на русский язык и использования его как о «посягательстве на церковно-славянский язык», которое «не может расцениваться иначе, как антиправославный модернизм, сеющий огромный соблазн в душах верующих чад нашей Церкви и могущий привести к новому расколу». Противники русификации богослужения проводили аналогии с обновленческим расколом 1920-х годов, а сами реформы характеризовали словом «неообновленчество». На сторону критиков «неообновленчества» встал и патриарх Алексий II, который употребил этот термин, выступая 20 декабря 1993 года на Московском епархиальном собрании. По данным Александра Верховского, в середине 1990-х борьба с «неообновленчеством» выражалась в многочисленных обращениях к патриарху Алексию II, и патриархия в те годы действительно оказывала серьёзное давление на «церковных либералов». Однако патриарх Алексий II никогда не соглашался с обвинениями в неправославии в адрес «церковных либералов».

### Качество подготовки духовенства. «Младостарчество»
Массовый приток в Церковь новых прихожан создал проблему нехватки опытных пастырей. Для заполнения священнических вакансий стали рукополагать зачастую малоподготовленных людей. Как отмечал протоиерей Алексий Уминский, «я начинал служить в 1990-е годы, когда церкви отдавались массово, священников не хватало и кого только не рукополагали. Оглядываясь сейчас на это время, с ужасом вижу картину: мы, молодые священники, были просто пушечным мясом. Вы не представляете, какое количество из нас, рукоположенных в тот период, потом были запрещены в служении, бросили священство, ушли из церкви… Понимаете, мы стали священниками на высокой романтической ноте, но совершенно не были подготовлены ни нравственно, ни морально, ни богословски. А это 1990-е, сложное время, когда не просто никто ничего не понимал, а когда жизнь священника — это одновременно и страшная, ужасная, безнадежная нищета, и противостояние со всем миром, который ещё ничего не понимает». Те же проблемы испытывали и монастыри, которые массово открывались в этот период. В некоторых монастырях стали проявляться сектантские тенденции, связанные с идеями о невозможности спасения в миру, порицанием брака, отказом от паспортов. По оценке протоиерея Георгия Митрофанова: «мы вошли в XXI век, имея 2/3 священников без богословского образования»
Одним из следствий неопытности священников стало явление, получившее название младостарчества: когда малоопытные священники полагают себя имеющими право подчинять своей воле верующих и злоупотребляют своей пастырской властью. 28 декабря 1998 года было вынесено определение Священного синода «об участившихся в последнее время случаях злоупотребления некоторыми пастырями вверенной им от Бога властью вязать и решить», которое, в частности, постановляло: «…указать священникам, несущим духовническое служение, на недопустимость принуждения или склонения пасомых, вопреки их воле, к следующим действиям и решениям: принятию монашества; несению какого-либо церковного послушания; внесению каких-либо пожертвований; вступлению в брак; разводу или отказу от вступления в брак, за исключением случаев, когда брак невозможен по каноническим причинам; отказу от супружеской жизни в браке; отказу от воинского служения; отказу от участия в выборах или от исполнения иных гражданских обязанностей; отказу от получения медицинской помощи; отказу от получения образования; трудоустройству или перемене места работы; изменению местожительства». Митрополит Ювеналий (Поярков) констатировал в 2008 году: «Младостарчество наносит огромный непоправимый вред Церкви. В это искушение впадают молодые священники, не имеющие элементарного жизненного опыта и знания людей. Лжедуховничество нередко развивается в болезненной духовной атмосфере, порождает нездоровые эсхатологические чаяния, псевдохристианское мифотворчество, дискредитирующее Церковь в глазах светских людей».

### Обвинения в адрес священноначалия в отступлении от чистоты православия
В феврале 2007 года резонанс как в Церкви, так и в светских СМИ вызвало Обращение ко всем архипастырям, пастырям, клирикам, монашествующим и всем верным чадам Святой Православной Церкви, подписанное епископом Анадырским Диомидом (Дзюбаном). Обращение содержало критику руководства Московской Патриархии за исповедание «еретического учения экуменизма», развитие «духовного соглашательства (неосергианства), подчиняющего церковную власть мирской, зачастую богоборческой власти» и другие пункты критики священноначалия с консервативно-правых церковных позиций. Наложенные в конце июня 2008 года на епископа Диомида канонические прещения вызвали протесты со стороны правого крыла членов РПЦ, которые сочли, что тем самым в РПЦ была совершена «„оранжевая революция“, связанная с захватом и узурпацией власти узкой группой лиц из числа священноначалия. Они стремятся спровоцировать церковный раскол и подчинить Русскую церковь антихристианским и антирусским силам Запада, тем самым, уничтожив её.». По мнению игумена Иннокентия (Павлова), главной причиной поспешных и осуществлённых с процедурными нарушениями санкций в отношении Чукотского Преосвященного была его критика светской власти Российской Федерации и осуждение неосергианского курса руководства Патриархии: «Московская патриархия оказалась верна себе: срастание с властью, со сталинской ли, андроповской ли, или нынешней, — вот её главная, не подлежащая никакому сомнению святыня, посягательство на которую карается немедленно и беспощадно, без всякого канонического „крючкотворства“.»
Обвинения в «ереси экуменизма» и отступлении от православия вызываются в консервативной церковной среде некоторыми фактами биографии, а также действиями, Патриарха Алексия II.

### Прочие проблемы
Отсутствие Поместных соборов рассматривается критиками как частное проявление тенденции к бюрократизации и клерикализации церковной жизни и церковного управления, которую протоиерей Павел Адельгейм в мае 2008 года описывал и объяснял следующим образом: «Между архиерейской корпорацией и народом Божиим нет обратной связи. Народ не выбирает епископа и не рецепирует его назначение. Для епископа епархия является незнакомым местом. Он здесь не был, никого не знает, не обещал пастве любви и заботы. Назначая епископа, Священный Синод не интересуется мнением местной церкви. Она обязана с радостью принять незнакомого человека в качестве родного отца и безоговорочно ему довериться. Сложатся отношения, хорошо. Не сложатся, — терпи до самой смерти. Мнение паствы не спрашивают. На её вопросы не отвечают. Жалобы не слушают. Пренебрежение власти к мнению местной церкви роет пропасть между ними. Катастрофический разрыв между народом Божиим и его иерархическим Олимпом становится главной бедой РПЦ МП. Прежде мы были вместе, нас связывали общие скорби. Теперь церковные олигархи приобрели новый круг друзей. Общее благополучие связывает их с президентами, генералами и министрами. Стесняясь признать нас за своих бывших соратников, они милостиво соглашаются принимать от нас божеские почести, рабское поклонение и дань».
Диакон-миссионер Андрей Кураев в январе 2009 года писал: «В последние годы московская церковная жизнь была поражена „юбилейной“ болезнью. Назначенный 5 лет назад на пост управляющего делами патриархии митрополит Климент гордился тем, что едва приступив к исполнению своих новых обязанностей, нашёл в биографии Патриарха Алексия целых четыре даты, дававшие повод к юбилейным торжествам в течение одного календарного года. Из центральной церковной прессы ушли любые проблемные материалы. Внутрицерковные дискуссии были приглушены до такой степени, что даже епископы не всегда могли понять логику действий высшей церковной власти, следствием чего и стал бунт чукотского епископа Диомида.»

## Некоторые оценки итогов и общественно-политической роли РПЦ
Александр Нежный в 2000 году:

У РКП(б)-ВКП(б)-КПСС в одной руке всегда был топор, которым она убила тысячи священнослужителей, а в другой — яд, которым она Бог знает до какого колена отравила сознание клира и епископата Русской православной церкви. Однако дело даже не в том, что товарищи лгут, не боясь суда ни в сем веке, ни в будущем. <…> Мучительно другое: духовное бесплодие, ставшее трагическим символом минувшего десятилетия. Сегодня, оглядываясь назад, с горьким чувством спрашиваешь себя: да неужто и впрямь было в нашей жизни это дивное предчувствие великих перемен, которые непременно принесёт России вышедшая из клетки Церковь? <…> Новый храм Христа Спасителя стал словно бы гробом этих надежд.

В ноябре 2007 года Владимир Путин на встрече с архиереями РПЦ — участниками торжеств, посвящённых 90-летию восстановления Патриаршества в Русской церкви, сказал:

У государства и Церкви всегда будет обширное поле для сотрудничества и в вопросах укрепления нравственности, и в воспитании молодого поколения, и, конечно, в сохранении отечественного духовного и культурного наследия. Государство будет и впредь оказывать Церкви содействие в реставрации и содержании переданных ей в пользование памятников истории и культуры, осуществлении благотворительной миссии. Для нас важны и культурно-просветительские проекты Церкви. В этой связи Правительству будет поручено рассмотреть вопрос об оказании религиозным организациям финансовой и иной помощи в подготовке и выпуске соответствующих теле- и радиопрограмм.

Виктор Ерофеев в интервью Le Monde сказал в декабре 2007 года:

Православная церковь, играющая в последние десятилетия беспрецедентную роль, обеспечила его [Путина] национальной идеей, которую власть искала ещё со времён перестройки Михаила Горбачёва. Церковь пытается предложить новую антиевропейскую утопию, опасную для модернизации России и отвергаемую частью интеллигенции. Основной постулат: русские ценности отличаются от западных. Человек не является мерилом всего, он служит Церкви и Государству. Эта идеология взята на вооружение Единой Россией, партией Путина

Каноник Майкл Бурдо, основатель и президент Кестонского института, в январе 2008 года полагал:

Московский патриархат действует так, будто он возглавляет государственную церковь, в то время как тем немногим из православного духовенства, кто противится церковно-государственному симбиозу, грозит жестокая критика и даже потеря работы.

Александр Проханов в августе 2008 года, в связи с призывами некоторых представителей Патриархии к государственной власти России осудить коммунистический режим СССР:

Все церковники, включая нынешних, — сергианцы. Они на протяжении всего 70-летия советской власти возносили молитвы за неё, за режим. Они были слугами коммунистического режима. Не секрет, что большинство церковников, уезжавших на иностранные подворья, были действующими офицерами госбезопасности. Ни один священник на территории СССР не рукополагался без санкции спецслужб. «Зарубежники» упрекали РПЦ, что она служила сатанинской большевистской власти. И нынешний Патриарх Алексий, когда он звался ещё Ридигером и служил в Прибалтике в своем монастыре, возносил молитвы за коммунистическую власть. Поэтому, если нынешняя Церковь хочет осуждать советскую власть, она должна осуждать и самоё себя как часть того режима. <…> Если церковники в советское время скрывали свой монархизм и верность Христу, то это просто ренегаты, они должны пасть на колени и, протирая до дыр свои рясы и подрясники, ползти к кресту и вымаливать прощение. Они грешники, они осквернили свой сан, духовное призвание. Не захотели принести жертву за Христа. Когда их братьев расстреливали и рубили шашками, топили на баржах, они молились за советский строй. Значит, они и сейчас лгут! Если в такую огромную ложь погружена Церковь, то ей вообще не место в общественном сознании. Я не хочу думать, что они лгали и притворялись, что у нас такая Церковь!

Николай Митрохин, отвечая на вопрос о его общей оценке эпохи Алексия Второго: 
В целом, мне кажется, что этот период был для церкви успешен с точки зрения формальных показателей. То есть рост количества храмов, восстановленных храмов. Но крайне неудачный с точки зрения качественной. А именно: церковь так и не сумела увеличить количество своих прихожан, оно остается тем же или даже ниже, чем в конце 80-х годов. С другой стороны, церковь все более превращается в глазах общества в очень консервативный, замкнутый и отсталый институт. То есть не произошло той модернизации, которая, на мой взгляд, естественна для всех религиозных конфессий, которую прошли все христианские конфессии во второй половине XX века, так называемое христианство после Холокоста.

Член Межсоборного присутствия Русской православной церкви протоиерей Георгий Митрофанов в ноябре 2011 года о процессах в РПЦ в 1990-е и 2000-е годы: 
<…> церковь затрачивала немало усилий на то, чтобы восстанавливать храмы. И, конечно, это надо было делать. Но в этой деятельности, направленной на внешнее благоукрашение церковной жизни, мы постепенно стали восприниматься как ещё одна корпорация, работающая по принципам современного рынка. Многие люди, привыкшие к таким отношениям со своими ближними и с обществом, ощущали себя в церкви вполне привычно. А те, кто этим тяготился, склонны были разочаровываться в церкви, видя в ней новый коммерческий институт. Произошло нечто такое, чего ожидать, мне, например, было очень сложно. Церковь в этом противоестественном развитии начала терять саму себя.